# Salih Vuçitërni
Salih Vuçitërni vagy Sali Vuçitërni (nevének ejtése sali vut͡ʃitəɾni; Vicsitirin, 1880. április 8. – Burrel, 1949. október 4.) albán politikus, muszlim vallási vezető, pedagógus. 1928-tól 1930-ig Albánia közmunkaügyi minisztere volt, 1929-ben megválasztották az albániai muszlim közösség tiszteletbeli alelnökének.

## Életútja
A koszovói Vicsitirinben (ma Vushtrria) született muszlim nagybirtokos családban. Alapiskoláit Konstantinápolyban végezte el, majd ugyanott az Oszmán Egyetemen folytatott iszlám teológiai tanulmányokat. Hazatérését követően szülővárosa hodzsája lett. 1910. február 6-ától 1912. december 30-áig a dibrai alapiskola igazgatója volt, később 1914. június 14-étől szeptember 3-áig az albániai Drini prefektúra oktatásügyi igazgatói tisztségét töltötte be. Az első világháború után, 1919. június 24-e és október 2-a között shkodrai tanfelügyelő, 1919–1920-ban pedig mati alprefektus volt. 1920. június 3-ától december 28-áig Tirana alprefektusi feladatait látta el, majd 1921-től 1922-ig a dibrai körzet életét irányította prefektusként.

### Politikai pályafutása
1922-ben bekapcsolódott az országos politikába, az elkövetkező két évtizedben kisebb kihagyásokkal négy ízben volt a nemzetgyűlés képviselője (1922–1925, 1928–1930, 1937–1939, 1943). 1928. május 11-étől Hiqmet Delvina köztársasági kormányában, majd az Albán Királyság kikiáltása után, 1928. szeptember 5-étől 1930. március 5-éig Koço Kota kabinetjében vezette a közmunkaügyi tárcát. Miniszteri tevékenysége során korrupció gyanúja vetült a személyére. 1930-tól 1937-ig a földreform végrehajtása körüli feladatokat is ellátott, az 1930-as évek végén pedig az elektronikus berendezéseket gyártó Sita cég ügyvezető igazgatója volt.

### Iszlám közéleti tevékenysége és irodalmi próbálkozásai
Politikai pályájával párhuzamosan Vuçitërni hodzsaként az albániai iszlám hitélet szervezésében is tevékenyen részt vett. 1921-től 1939-ig, majd 1942-től 1945-ig az albániai iszlám jótékonysági szervezetek, az ún. vakufok szervezetének főigazgatója volt. 1923-ban vett részt először az albániai muszlimok tiranai kongresszusán, az 1929. július 6-ai tanácskozáson pedig a muszlim közösség tiszteletbeli alelnökévé választották. Több muszlim vonatkozású publicisztika, teológiai értekezés és Korán-magyarázat fűződik a nevéhez.
Vuçitërni 1937-ben emelkedett hangvételű, kétes irodalmi értékű emlékbeszédet írt I. Zogu és Sadije anyakirálynő tiszteletére Pikla t’arta heroizmi nga jeta e mbretit dhe e nanës mbretneshë (’A hősiesség aranycseppjei a király és az anyakirálynő életéből’) címen. Ennél lényegesen jelentősebb vállalkozása volt Evlija Cselebi 17. századi albániai és koszovói úti beszámolójának albánra fordítása, amely 1930-ban jelent meg Shqipnija para tre shekujsh, përkthye nga libri turqisht Evlija Çelebi Sejjahatnamesi (’Albánia három évszázaddal ezelőtt, Evlija Cselebi török nyelvű könyvéből, a Szejáhatnáméból fordítva’) címen.

### Utolsó évei és halála
Albánia 1939. áprilisi megszállását követően a fasiszta hatóságok két és fél évre Olaszországba internálták, vagyonát pedig elkobozták. A második világháborút követően Vuçitërni a kommunista hatóságok zaklatásainak volt kitéve, végül letartóztatták, és 1947. május 19-én Musa Gjylbeguval együtt életfogytiglani szabadságvesztésre ítélték. A Vuçitërni elleni vádak között szerepelt a Zogu-rendszer támogatása, 1941 után pedig a Mehdi Frashërivel és a Zogu visszatéréséért harcoló Törvényességgel való szoros kapcsolattartás. Burreli börtönében halt meg 1949. október 4-én.